# Görög jegenyefenyő
A görög jegenyefenyő (Abies cephalonica) a Balkán-félsziget déli részéről származó, Magyarországon dísznövényként szórványosan kapható örökzöld.

## Elterjedése, élőhelye
A görög félsziget bennszülött növénye. Szórványosan már alacsonyan, a 700–1600 m között szokásos mediterrán bokorerdeiben, a karmazsintölgyes macchiában is megjelenik, és feljebb, az esősebb magashegyi övben uralkodóvá válik, zárt állományokat formál.

## Megjelenése
Középtermetű fenyő: mintegy 15–30 m magasra nő. Koronája kúpos, de ha melléktörzseket fejleszt, kiszélesedik. Kérge sokáig sima, később kemény pikkelyekre repedezik. Érett vesszői sárgásbarnák, kopaszok. Tűi (különösen a felső ágakon) szúrósak, tobozain hosszúak a fellevelek.
1,5–3 cm hosszú tűlevelei a törzshöz közel ékvállúak, laposak, szúrós csúcsban végződnek. Fenn a hajtás felső oldalára hajlanak, csaknem hengeresek, szúrósak, a csúcshoz közel a színükön végighúzódik egy sor légzőnyílás.
Tobozokat nemcsak a korona felső harmadában fejleszt, de gyakran az alsóbb oldalágakon is. A 12–18 cm-es tobozok vékony hengeres alakúak, éretten világos szürkésbarnák; felleveleik kinyúlók, ívesen visszahajlók.

## Életmódja
Meszes talajon is szépen fejlődik. Nem fagyérzékeny, és a késő tavaszi fagyok sem károsítják, mert későn fakad. A szárazságot jól tűri, de igazán jól csak nedvesebb környezetben gyarapodik.

## Ismertebb kertészeti változatai
- Abies cephalonica ’Aurea’
- Abies cephalonica ’Aureovariegata’
- Abies cephalonica ’Barabits Gold’
- Abies cephalonica ’Meyer’s Dwarf’[2]
- Abies cephalonica ’Nana’
- Abies cephalonica ’Pyramidalis’
- Abies cephalonica ’Robusta’